# Erik Lundin
Pour les articles homonymes, voir Lundin.
Erik Lundin est un joueur d'échecs suédois né le 2 juillet 1904 à Stockholm et mort le 5 décembre 1988), maître international en 1950. Grand maître international honoraire en 1983, il remporta le championnat de Suède à sept reprises (entre 1941 et 1964) et représenta la Suède à neuf olympiades d'échecs officielles de 1930 à 1960.

## Carrière
Lundin fut actif dans les tournois internationaux de 1930 à 1950. Il battit Rudolf Spielmann en match en 1933. Il finit deuxième derrière Alexandre Alekhine des tournois de Örebro 1935 et de Munich 1941. En 1936, il finit quatrième du tournoi de Margate remporté par Salo Flohr. Le palmarès de
Erik Lundin comporte des victoires aux tournois d'Ostende 1936 et de Bad Gastein 1948 (avec 15 points sur 19, devant Nicolas Rossolimo et Pal Benko). Au très fort tournoi d'échecs de Groningue 1946, il finit huitième, ex æquo avec Stoltz.
Lundin remporta les tournois nationaux de la fédération suédoise (championnats de Suède non officiels) en 1931 (à Uddevalla), 1932 (à Karlskrona, ex æquo avec Stahlberg), 1934 (à Falun) et 1938 (à Kalmar). Il devint champion des pays nordiques en 1936 (à Helsinki), 1937 (à Copenhague) et 1939 (à Oslo, ex æquo avec Stahlberg).
Lundin remporta le championnat officiel de Suède en 1941 (à Göteborg), 1942 (à Östersund), 1945 (à Visby), 1946 (à Motala), 1960 (à Kiruna), 1961 (à Avesta) et 1964 (à Göteborg). Il disputa le tournoi interzonal de 1948 à Saltsjöbaden en Suède où il termina vingtième (victoire de David Bronstein).
Dans les années 1950, Lundin dirigea le club d'échecs de Stockholm et devint moins actif dans les tournois. Il termina deuxième à Vienne (Autriche) en 1951 et premier au tournoi de Zurich en 1952 devant Max Euwe. Lors du tournoi zonal de Marienbad 1954 (victoire de Ludek Pachman), il finit septième. La même année, il battit David Bronstein 1,5 à 0,5 à Stockholm  lors du match Suède - URSS. En 1967, Lundin battit Heikki Westerinen lors du match Finlande - Suède à Helsinki.

## Olympiades d'échecs
Lors des olympiades d'échecs, Lundin joua au quatrième échiquier de l'équipe de Suède en 1930 et 1931, puis au troisième échiquier derrière Gideon Stahlberg et Gösta Stoltz (en 1933, 1935 et 1952) et au deuxième échiquier (en 1937, 1939, 1954 et 1960).
Avec Lundin, l'équipe de suède finit 
- neuvième en 1930,
- septième en 1931,
- troisième (médaille de bronze par équipe) en 1933,
- deuxième (médaille d'argent par équipe) en 1935,
- dixième en 1937,
- quatrième en 1939 (finale A),
- septième en 1952 (finale A),
- onzième en 1954 (finale A)
- treizième en 1960.

À titre individuel, Lundin remporta la médaille d'or au troisième échiquier à Folkestone en 1933 et la médaille d'argent au deuxième échiquier à Buenos Aires en 1939. Lundin disputa également l'olympiade non officielle de 1936 à Munich (il jouait au deuxième échiquier).